# Pabellón de Corea en la Bienal de Venecia
El Pabellón de Corea en la Bienal de Venecia es un espacio artístico ubicado en la ciudad de Venecia con motivo de la Bienal de Venecia. El Pabellón fue diseñado por Seok Chul Kim y Franco Mancuso. Fue construido entre el año 1994 y 1995.
República de Corea o Corea del Sur ha participado en la Bienal de Venecia dese 1995.

## Expositores
Lista de los expositores en el Pabellón Coreano:
- 1995 - Yoon Hyong Keun, Kwak Hoon, Kim In Kyum, Jheon Soocheon (comisionado por Il Lee)
- 1997 - Hyungwoo Lee, Ik-joong Kang (curado por Oh Kwang Soo)
- 1999 - Lee Bul, Noh Sang-Kyoon (curado por Misook Song)
- 2001 - Michael Joo, Do-Ho Suh (comisionado por Kyung-mee Park)
- 2003 - Whang In Kie, Bahc Yiso, Chung Seoyoung (comisionado por Kim Hong-Hee)
- 2007 - Hyungkoo Lee (comisionado por Soyeon Ahn)
- 2009 - Haegue Yang (comisionado por Eungie Joo)
- 2011 - Lee Yong-baek (comisionado por Yun Chea-gab)
- 2013 - Kimsooja (curado por Seungduk Kim)
- 2015 - Moon Kyungwon & Jeon Joonho (curado por Sook-Kyung Lee)
- 2017 - Cody Choi & Lee Wan (curado por Lee DaeHyung)
- 2019 - Jane Jin Kaisen, Hwayeon Nam, Siren Eun Young Jung (curado por Kim Hyunjin)